# Ca l'Estartús
Ca l'Estartús és una obra del municipi de Teià (Maresme) inclosa en l'Inventari del Patrimoni Arquitectònic de Catalunya.

## Descripció
Construcció de planta rectangular amb dues façanes idèntiques, una a la banda del davant i l'altra a la banda del darrere, tot i que l'entrada es troba emplaçada en un dels laterals. Les façanes de composició similar compten amb un coronament esglaonat i decorat amb motllures i elements vegetals. Al pis superior mostren una sèrie d'arcuacions de mig punt adovellades, distribuïdes en dos grups de tres, i una decoració d'esgrafiats sobre l'arrebossat del mur. Just a sota i separades per una cornisa doble hi ha algunes finestres amb l'emmarcament esgrafiat, format per tiges vegetals de les quals es desenvolupen fulles vegetals.
La façana del darrere només deixa veure una planta baixa i un pis, mentre que la del davant presenta dos pisos.

## Història
A la façana del davant es pot veure, sota el coronament esglaonat i just a l'eix mitjà, la data esgrafiada de 1904, mentre que a la façana posterior hi ha, també esgrafiades, les inicials del qui encarregà l'edifici, en Lluís Parés.